# Браун, Аарон
Аарон Браун (англ. Aaron Brown ; род. 27 мая 1992 года, Торонто, провинция Онтарио, Канада) — канадский легкоатлет, бегун на короткие дистанции.

## Биография
Родился в столице Канады Торонто. Учился в Birchmount Park Collegiate Institute до 2010 года, стремился попасть в Университет Южной Калифорнии.
В 2009 году Браун принял участие на Чемпионате мира по лёгкой атлетике среди юношей и завоевал серебряную медаль на дистанции 100 метров, пробежав с результатом 10,74 при встречном ветре 1,2 м/с. В 2010 году Браун страдает от множества травм. В 2010 году на Чемпионате мира по лёгкой атлетике среди юниоров занял третье место на дистанции 200 метров, пробежав за 21,00, обогнав спортсмена, который занял четвёртое место всего на 0,02 секунды.
В 2011 году на Панамериканском чемпионате по лёгкой атлетике среди юниоров занял третье место на дистанции 100 метров, пробежав за 10,39. На этом же чемпионате Браун в эстафете 4×100 метров занял второе место.
На Летних Олимпийских играх 2012 года Браун участвовал на дистанции 200 метров. В первом раунде, пробежав за 20,55, занял 3-е место во втором забеге, отобравшись в полуфинал. В полуфинале, пробежав за 20,42, занял 4-е место во втором полуфинале, тем самым не пройдя в финал.
На чемпионате мира по лёгкой атлетике 2013 года Браун участвовал на дистанции 100 метров и в эстафете 4×100 метров. Прошёл в полуфинал, пробежав в первом раунде за 10,15. В финал не прошёл, пробежав за 10,15, занял в третьем полуфинале 5-е место.
Вместе с эстафетой выиграл бронзовую медаль.
Участвовал на чемпионате мира по лёгкой атлетике 2015 в Пекине. Бежал в эстафете 4×100 метров. В эстафете 4×100 канадцы, как и два года назад завоевали бронзу, но на этот раз с Брауном бежали Джастин Уорнер, Андре Де Грассе и Брендан Родни.

## Личные рекорды
| Дистанция | Время   | Дата        |
| --------- | ------- | ----------- |
| 100 м     | 10,05 с | 5 июня 2013 |
| 200 м     | 20,11 с | 2015        |